# ホセ・カンテ
ホセ・カンテ・マルチネス（スペイン語: José Kanté Martínez、1990年9月27日 - ）は、スペイン・カタルーニャ州バルセロナ県サバデル出身の元プロサッカー選手。現役時代のポジションはフォワード（FW）。元ギニア代表。

## クラブ経歴
ジムナスティック・タラゴナの下部組織出身。スペインの下部リーグを転々とした後、キプロスを経て2016年にポーランドのグールニク・ザブジェへ移籍。
直後に移籍したヴィスワ・プウォツクでリーグ戦2桁得点の活躍を見せ、2018年に強豪レギア・ワルシャワへ加入した。2019年にはリーグ23試合で10得点を挙げ、チームのリーグ制覇に貢献した。
2021年に契約満了となり、カザフスタンのFCカイラトへ加入。
2022年シーズン途中に滄州雄獅に加入。この年優勝した武漢三鎮との試合で4得点、2位の山東泰山との試合で3得点 を挙げてそれぞれ勝利に導くなど、16試合で14得点6アシストの成績を残しチームの1部残留の立役者となった。
2023年3月13日、浦和レッズへの加入が発表された。Jリーグ初のギニア人選手となる。リーグやACLでエースとしてゴールを量産したが、11月27日に2023シーズンをもって現役を引退することが発表された。ギニア代表に選出されて2024年から行われるアフリカネーションズカップが現役最後の大会となった。

## 代表経歴
スペイン生まれ、スペイン育ちであるがギニアにルーツがあり、2016年11月の招集を機にギニア代表でのプレーを選択。以降コンスタントに招集されており、26試合に出場して4得点を挙げている。前述の通りスペインで生まれ育っているため、初招集の時にはギニアの公用語であるフランス語やギニア地域での方言は全く話す事ができなかったという が、代表活動でギニアを訪れるうちにフランス語を話す事ができるようになった。

## 個人成績
| 国内大会個人成績 | 国内大会個人成績 | 国内大会個人成績 | 国内大会個人成績 | 国内大会個人成績 | 国内大会個人成績 | 国内大会個人成績 | 国内大会個人成績  | 国内大会個人成績 | 国内大会個人成績 | 国内大会個人成績 | 国内大会個人成績 |
| 年度             | クラブ           | 背番号           | リーグ           | リーグ戦         | リーグ戦         | リーグ杯         | リーグ杯          | オープン杯       | オープン杯       | 期間通算         | 期間通算         |
| 年度             | クラブ           | 背番号           | リーグ           | 出場             | 得点             | 出場             | 得点              | 出場             | 得点             | 出場             | 得点             |
| 日本             | 日本             | 日本             | 日本             | リーグ戦         | リーグ戦         | リーグ杯         | リーグ杯          | 天皇杯           | 天皇杯           | 期間通算         | 期間通算         |
| ---------------- | ---------------- | ---------------- | ---------------- | ---------------- | ---------------- | ---------------- | ----------------- | ---------------- | ---------------- | ---------------- | ---------------- |
| 2023             | 浦和             | 11               | J1               | 24               | 8                | 8                | 1                 |                  |                  |                  |                  |
| 通算             | 日本             | 日本             | J1               | 24               | 8                | 8                | 1\|\|\|\|\|\|\|\| |                  |                  |                  |                  |
| 総通算           | 総通算           | 総通算           | 総通算           | 24               | 8                | 8                | 1\|\|\|\|\|\|\|\| |                  |                  |                  |                  |

## 代表歴

### 試合数
- 国際Aマッチ 30試合 4得点（2016年-2024年）[10]

| ギニア代表 | 国際Aマッチ | 国際Aマッチ |
| 年         | 出場        | 得点        |
| ---------- | ----------- | ----------- |
| 2016       | 1           | 0           |
| 2017       | 1           | 0           |
| 2018       | 4           | 1           |
| 2019       | 7           | 1           |
| 2020       | 0           | 0           |
| 2021       | 8           | 2           |
| 2022       | 5           | 0           |
| 2023       | 2           | 0           |
| 2024       | 2           | 0           |
| 通算       | 30          | 4           |

## タイトル

### クラブ
レギア・ワルシャワ
- エクストラクラサ：2019-20

FCカイラト
- カザフスタン・クボグィ：2021

浦和レッズ
- AFCチャンピオンズリーグ：2022